# Yogoit
Yogoit – zasadowa skała magmowa o pochodzeniu głębinowym.
Odznacza się równymi ilościami ortoklazu i augitu. Ponadto zawiera biotyt, oligoklaz i kwarc. Stanowi ogniwo pośrednie szeregu: sanidynit – augitowy syenit – yogoit – szonkinit – piroksenit.
Yogoit zaliczany jest do skał jawnokrystalicznych. Najczęściej barwy szarej lub ciemnoszarej. Na diagramie klasyfikacyjnym QAPF yogoit zajmuje pole 6 (alkaliczno-skaleniowego syenitu).
Yogoity po raz pierwszy zostały opisane z Yogo Peak w Montanie przez W.H. Wedda i L.V. Pirssona (1895).